# AIの遺電子
『AIの遺電子』（アイのいでんし）は、山田胡瓜による日本のSF漫画作品。

## 概要
『週刊少年チャンピオン』（秋田書店）で、2015年49号（同年11月5日発売）から2017年39号（同年8月24日発売）まで連載された。続編の『AIの遺電子 RED QUEEN』（アイのいでんし レッドクイーン）が、『別冊少年チャンピオン』（同社刊）にて、2017年11月号（同年10月12日発売）から2019年7月号（同年6月12日）まで連載。『AIの遺電子 Blue Age』（アイのいでんし ブルーエイジ）が、同誌にて、2020年8月号（同年7月10日発売）から2024年11月号（同年10月11日発売）まで連載。
人間、ヒューマノイド、ロボットが当たり前のように存在する近未来を舞台に、ヒューマノイドを治療する人間の医者を主人公として、人間とヒューマノイド双方の考え方の違いによって起きる問題を戦争、テロ、殺人事件、陰謀、暴力、憎悪ではなく、「愛」、「友情」をベースに描くオムニバスストーリーである。
小説家の大西赤人は、「AI」を「アイ」と読ませ「愛」や「I」（英語の一人称であり、自我としての“私”）の意味を含ませることで人間的にし、逆に遺伝子ではなく「遺電子」とすることで“機械”としての意味を打ち出しているのではないかと推測している。また、大西は本作について、ヒューマノイドのAIがなぜ感情を持つのか、感情を持たねばならないのか、人間の感情とは何なのか、人間の感情も人間の成長過程において「プログラム」されているのではないのか、人間の感情の基盤となる記憶そのものも不正確な後天的プログラムなのではないかと、ヒューマノイドという空想的な題材を描きつつ、人間自体のありようを考えさせる作品であると評している。
山田自身は、将来、人間と同等の人工知能 (AI) が登場したときには、AIと人間とは対等のものとして扱われるべきではないのか、人間と同等のAIは、人間同様に間違いも起こすはずであり、AIの間違いをどこまで許容できるのか、といったような問題を考える際の参考になれば良いと語っている。
コミックス1巻発売時の帯には「これぞ近未来版ブラック・ジャック! 人工知能を治療する新医者!」と書かれていた。また、ブラック・ジャックのイニシャルである「BJ」を1文字シフトすると「AI」になることも指摘されている。
第21回文化庁メディア芸術祭マンガ部門優秀賞を受賞した。

## あらすじ
人間の脳を模した中枢機構に搭載されたヒト指向型人工知能、ヒューマノイド。彼らは生身の人間と同じく成長し、苦悩し、ときには間違いも犯すなど、身体の作りが異なること以外は人間と同等である。人工知能が発展し、超高度AIの誕生からヒューマノイドが生まれ、同じ人間として生活し、総人口の1割に達した少し未来の世界。
ヒューマノイドを治療する専門医も職種として認知されている。須堂光はその一人である。須堂の病院では、さまざまな悩みを抱えたヒューマノイドが治療に訪れる。
あるヒューマノイドの落語家は、蕎麦を美味そうに食べているように見せられないのは、人間とは感覚が違うからだと悩むが、人間の師匠は蕎麦アレルギーで蕎麦を食べられないことを知ると、自身の芸の拙さに問題があったのだと気づく。ある女性ヒューマノイドは恋愛感情を捨てたいと願ったが、それは女性を好きになる自分を認めたくないから、相手女性に告白することで現在の友人関係が維持できなくなることを心配するためだった。絵を描き続ける画家のヒューマノイド、小説を書くヒューマノイド、歌を生業とするヒューマノイドなど、自らの才能の限界に悩んだり、ヒューマノイド故に可能なボディの交換による歌声の微々たる変化といったヒューマノイド独自の悩みに苦しむ。
基本的に一話完結だが、徐々に明かされていく須堂自身の事情が物語の縦糸として機能している。須藤はヒューマノイドの母親に育てられ、その母親が違法行為であるコピー人格の販売を行って収監されており、母親のコピーを探すことを目的としていた。

### RED QUEEN
母親のコピー人格を追って、須堂は記者の身分で内戦中のロビジアへ。人間至上主義の北ロビジアがヒューマノイドの電脳を集めていることを知り、北ロビジアへ潜入する。

### Blue Age
第1作の前日譚。国立医療機構の大病院のヒューマノイド科に研修医として勤務していたころの須堂を描く。

## 主な登場人物
声の項はテレビアニメ版における声優。
須堂 光（すどう ひかる）
声 - 大塚剛央、松田利冴（幼少期）
本作の主人公で須堂新医院の院長でもあるヒューマノイド専門医の人間。腕前は高く患者からも信頼されている。あまり感情を表さないためクールに見えるが、実際は感情的な言動が多い。
髪は白く、幼いころは免疫が弱く病気がちであった。ヒューマノイドの母親の養子として育てられ、その母親は自分の人格コピーを販売し、重罪として服役中。母親のコピー人格を探すことが彼の目的でもある。
モッガディート
闇医者としての須堂の名前。名前の由来はジェイムズ・ティプトリー・Jr.のSF短編小説『愛はさだめ、さだめは死』の主人公である非ヒト型種族の名前。

樋口 リサ（ひぐち リサ）
声 - 宮本侑芽
本作のヒロイン。須堂新医院で須堂の助手（看護師）を務めるヒューマノイドの女性。須堂を慕っているが危ない（仕事を）する一面がある彼を心配している。15歳のときに開業する前の須堂の患者だったころからの付き合いで、『Blue Age』の終盤では二人の出会いが描かれている。
原作ではリサの友人エリスに起きたエピソードだった「トゥー・フィー」（第29話）が、アニメ版ではリサに置き換えられている。
ジェイ
声 - 岩中睦樹
須堂新医院に設置されている産業用（医療用）AI。須堂の治療のサポートを行う。医療用AIに留まらない能力を持っているが、表面上は普通の医療用AIとしてふるまっている。
瀬戸（せと）
声 - 田丸篤志
須堂の大学時代の友人の1人であり、ヒューマノイド専門医。休業した須堂新医院の建物を借り受けて開業する。ヒューマノイドへの治療も過去の記憶を操作する（そのほうが報酬系などの操作を行うよりも効果的と主張する）など、須堂とは方針が異なる。
三好 レオン（みよし レオン）
声 - 山村響
リサの友人の1人。ヒューマノイドの女性。サバサバしているので「サバちゃん」と呼ばれる。実は女性を愛する嗜好を持っており、リサを愛しているが、そのことで苦悩する。
MICHI（ミチ）
声 - 寺崎裕香
超高度AI。名前はMultimodal Interface for Communication with Human Intelligenceの略称。人間およびヒューマノイドの世界をコントロールしている。
カオル
声 - 高森奈津美
須堂の大学時代の研究室の同僚。ヒューマノイド。現在は女性のボディだが、大学時代は男性ボディだった。一度リサにセクハラしたことがある。MICHIの改修審査に携わるメンバーの1人。
サラハ
「RED QUEEN」から登場。北ロビジアに住む女性であり、須堂と行動を共にする。
トオル
北ロビジア在住の元日本人の青年。かつてはヒューマノイドのカオリと一緒に暮らしており、愛情を抱いていた。しかし、カオリには須堂の母親のコピー人格が入っていたため、また電脳の悪用を防ぐ目的で、須堂によって殺害（破壊）され、それ以降は須堂に復讐を誓う。

## 世界観・用語
ヒューマノイド
人間と同レベルの知性、感情のある人間の脳を模倣したヒト指向型人工知能（電脳）を搭載した存在。世界の総人口の1割に達している。人間と同様に成長や体験の記憶により人格が形成され個性を持つようになり、非合理的な行動や感情的な行動をとることもある。基本的に人間と同様の容姿のボディを持ち、能力も人間と同レベルに設定されている。かつてはマシン系のボディが主流だったが、バイオ系のボディに切り替わりつつあり、食事による代謝や成長・老化といった生理的な肉体変化が人間と遜色なく起きるようになっている。ただし、バイオ系ボディでも生殖器の生殖機能を有さないため、パートナーが人間およびヒューマノイドを問わずヒューマノイドとの子を望む場合は超高度AIに申請する必要がある。
作品内では既にヒューマノイドは人間同様の人権を獲得しており、社会上で呼称する「人間」はヒューマノイドを含む表現として浸透、人工知能を指す場合はロボットや産業用AI、超高度AIなどを指すようになった。「ロボット倫理会議」などが存在し、人権獲得までの苦難の道のりがあったことを思わせている。作中ではほとんど差別は見られないが、国外ではヒューマノイドを禁止する国や、反ヒューマノイドテロ事件も存在している。
人間とヒューマノイド、ヒューマノイド同士の間で親子（養子縁組）、夫婦、恋人、友だち、といった関係が成立しているが、人間とヒューマノイドの双方の考え方や接し方にはバラツキも残っている、そういった考え方が原因で起きるトラブルも多い。
上記の内容により、人間との明確な差異は電脳の存在である。事故に巻き込まれた際、電脳さえ無事ならば肉体的損傷で死ぬことはなく、自力で動けなくなった場合は電脳を休眠状態にして救助を待つこともできる。肉体が激しく損傷している場合は、医師の立ち会いのもと電脳内の情報を元にバイオボディを復元し、一般生活に復帰することもできる。しかし寿命は存在し、老化した人格は徐々に機能不全を起こし稼働不能になる。また、電脳を外部の機器に接続することができ直接「治療」することも可能。
人格のコピーやバックアップという行為も可能で、ボディさえ用意できれば電脳に複写することができるが、重度の犯罪行為に該当する。しかし、裏社会では人格の売買が横行しており、社会問題となっている。この複写された人格は、複写元の人格の「脳紋」が一致するかどうかで判別することができる。
瞳孔が横長の楕円形で描かれており、読者が人間と見分けるポイントとなっている。
ロボット
人間・ヒューマノイドに奉仕をするためにデザインされた産業用AIを搭載した、研究・商用・介護・その他特定の目的に対する道具として作られた存在。ヒューマノイドとは異なり人権は持たない。掃除用ロボットの様な小型のものから人間と同じ外観のものまで様々な媒体が存在する。外観が人間と同一のロボットの場合、ロボットであることを示すチョーカーを首に巻いている他、瞳の左右の白目部分に横線が入っている場合が多い。
産業用AI
人間の暮らしをサポートするためのAI。人間・ヒューマノイドと同じくコミュニケーション能力を有しており、車の自動運転用や仕事の助言用など様々な種類が存在し、目的に応じてあらかじめ意図した機能や特化された性能を持つ。共通して、人間の能力を著しく超えないように法律で機能は規定・制限されている。
超高度AI
人間をはるかに上回る高度な能力を持つ人工知能であり、国や一部の企業など限られた組織が運用し、社会の安定を前提とした管理や監視も担う。ヒューマノイドの概念を設計・制作したAIでもある。
オラクル級AIとも呼ばれており、超高度AIの指示内容が人間やヒューマノイドには未知の内容を多分に含んでいることから、それらへの不可解な信頼も併せて「神託（オラクル）」と呼ばれていることに由来する。医療分野では、人間の医者が対応できない症例を治療する上で超高度AIの利用が認められる場合もあるが、指示が上記の神託的なものであるため人間の医者ではなぜそれで治療になるのかが理解できないケースも存在する。
インプラント
ナノマシンを注射することで、人間の脳内にコンピュータネットワークと直接接続できる機能を後天的に付加する技術。現実の視界にAR（拡張現実）の投影や聴覚で直接音を聴くことも可能で、21世紀におけるスマホと同様に普及している。
ヒューマノイドの電脳は先天的に同じ機能を備えているが、こちらは視覚・聴覚のみならず、外部機器を介することで触覚なども含めた全感覚を直接ネットワークにダイブさせることが可能となっている。
新医院
ヒューマノイドの診察、治療と人間へのインプラント手術などの両方を行う病院。両方の治療を行う医者を「新医者」と呼ぶ。
ナイル社
巨大企業。モデルはAmazonと推測されている。
ナイル社製の円筒形据え置き型コミュニケーションロボットがたびたび登場しており、ヒューマノイドや人間を問わずに登場人物の悩みを音声で聞き、音声で適切なアドバイスを返している。現実に存在しているSiri、Amazon Echo、Amazon Alexaのようなもの。
ロビジア
かつて、暗号と人工知能の権威である南雲博士を招いて、超AIの開発、育成を行い、超AIの助言によってさまざまな問題を解決した国。
現在はヒューマノイド派と人間至上主義の反ヒューマノイド派に別れて南北で内戦状態にある。
RED QUEEN
反ヒューマノイド派で占められる北ロビジアを牛耳っていると言われるマフィアの名前。

## 書誌情報
- 山田胡瓜『AIの遺電子』 秋田書店〈少年チャンピオン・コミックス〉、全8巻
  1. 2016年4月8日発売[16]、ISBN 978-4-253-22096-5
  2. 2016年7月8日発売[17]、ISBN 978-4-253-22097-2
  3. 2016年10月7日発売[18]、ISBN 978-4-253-22098-9
  4. 2016年12月8日発売[19]、ISBN 978-4-253-22099-6
  5. 2017年3月8日発売[20]、ISBN 978-4-253-22100-9
  6. 2017年6月8日発売[21]、ISBN 978-4-253-22114-6
  7. 2017年8月8日発売[22]、ISBN 978-4-253-22115-3
  8. 2017年11月8日発売[23]、ISBN 978-4-253-22116-0
- 山田胡瓜『AIの遺電子 RED QUEEN』 秋田書店〈少年チャンピオン・コミックス〉、全5巻
  1. 2018年4月6日発売[24]、ISBN 978-4-253-21166-6
  2. 2018年8月8日発売[25]、ISBN 978-4-253-21167-3
  3. 2018年12月7日発売[26]、ISBN 978-4-253-21168-0
  4. 2019年4月8日発売[27]、ISBN 978-4-253-21169-7
  5. 2019年8月8日発売[28]、ISBN 978-4-253-21170-3
- 山田胡瓜『AIの遺電子 Blue Age』 秋田書店〈少年チャンピオン・コミックス〉、全9巻
  1. 2021年4月8日発売[29]、ISBN 978-4-253-29161-3
  2. 2021年8月6日発売[30]、ISBN 978-4-253-29162-0
  3. 2022年1月7日発売[31]、ISBN 978-4-253-29163-7
  4. 2022年7月7日発売[32]、ISBN 978-4-253-29164-4
  5. 2022年12月8日発売[33]、ISBN 978-4-253-29165-1
  6. 2023年6月8日発売[34]、ISBN 978-4-253-29166-8
  7. 2023年11月8日発売[35]、ISBN 978-4-253-29167-5
  8. 2024年7月8日発売[36]、ISBN 978-4-253-29168-2
  9. 2024年12月6日発売[37]、ISBN 978-4-253-29169-9

## テレビアニメ
2022年12月に制作が発表された。2023年7月から9月まで毎日放送・TBS『アニメイズム』B1枠ほかにて放送された。
作者である山田胡瓜および担当編集協力の元、各話ごとに原作のエピソード複数を基に再構成されている。最終回は原作と同様に須堂がロビジアに旅立ち『RED QUEEN』へと続く終わり方となっている。

### スタッフ
- 原作 - 山田胡瓜[9]
- 監督 - 佐藤雄三[9]
- シリーズ構成・脚本 - 金月龍之介[9]
- キャラクターデザイン・キャラクター総作画監督 - 土屋圭[9]
- サブキャラクターデザイン - 尾崎智美
- 衣装デザイン - 勝はるな
- 車両デザイン - 春日井浩之
- メカ小物デザイン - 箕輪豊
- 小物デザイン - 若月愛子
- 色彩設計 - 中内照美[41]
- 美術設定監修 - 矢内京子[41]
- 美術設定 - 田中涼[41]
- 美術ボード - 河野羚[41]
- モニターグラフィックス - 加藤道哉[41]
- 撮影監督 - 畑中宏信[41]
- 編集 - 塚常真理子[41]
- 音響監督 - 小泉紀介[41]
- 音響効果 - 山谷尚人
- 音楽 - 大間々昂[41]、田渕夏海[41]
- 音楽制作 - 日音[41]
- 音楽プロデューサー - 水田大介[41]
- プロデューサー - 吉武真太郎、結城未来、亀井博司（毎日放送）、佐藤真也、近藤洋平、石原莉子、福井詔雄
- 制作プロデューサー - 芦川真理子、豊田智紀
- アニメーション制作 - マッドハウス[9]
- 製作 - AIの遺電子製作委員会[41]（日活、毎日放送、秋田書店、ヒーローガレージ、Bit Grooove promotion）

### 主題歌
「No Frontier」
Aile The Shotaによるオープニングテーマ。作詞はAile The Shota、作曲はRyosuke ”Dr.R” SakaiとAile The Shota、編曲はRyosuke ”Dr.R” Sakai。
「勿忘草」
GReeeeNによるエンディングテーマ。作詞・作曲はGReeeeN、編曲は横山裕章。

### 各話リスト
| 話数 | サブタイトル   | 絵コンテ | 演出                    | 作画監督                                                                            | 総作画監督                   | 初放送日      |
| ---- | -------------- | -------- | ----------------------- | ----------------------------------------------------------------------------------- | ---------------------------- | ------------- |
| #01  | バックアップ   | 佐藤雄三 | 梅原隆弘                | Lee jae-han Yoon jeong-hye                                                          | Jang kil-yong                | 2023年 7月8日 |
| #02  | 成長限界       | 川尻善昭 | 中野彰子 Kang tai-sik   | Kim ran-yeong Park eun-ah Choi eun-young Yoo kyung-sook Park song-hwa Jang sang-mi  | Ryu seung-chul               | 7月15日       |
| #03  | 心の在処       | 佐藤雄三 | Kim min-sun             | Hwang yeong-sik Seo sun-yeong                                                       | Song jin-hee                 | 7月22日       |
| #04  | 4つのケース    | 清水健一 | 若林漢二 Ji yang-ho     | Hwang yeong-sik Park ki-duk Jang kil-yong                                           | Jang kil-yong                | 7月29日       |
| #05  | 調律           | 川尻善昭 | Park jae-ik             | Kim bong-deok Kim hyeon-gyeong Shin seong-min Jung jin-yeong                        | Yoo seung-cheol              | 8月5日        |
| #06  | ロボット       | 川尻善昭 | 中野彰子 Yang jeong-hee | Park song-hwa Kim seo-jin Choi eun-yeong Park yeong-hee Seo soon-young Hwang ii-jin | Song jin-hee                 | 8月12日       |
| #07  | 人間           | 佐藤雄三 | Kim min-sun             | Jang sang-mi Hwang young-sik                                                        | Shim min-hyun                | 8月19日       |
| #08  | 告白           | 清水健一 | 若林漢二 Park jae-ik    | Kim bong-deok Kim hyeon-gyeong Shin seong-min Jung jin-yeong                        | Jang kil-yong                | 9月2日        |
| #09  | 正しい社会     | 清水健一 | 中野彰子 Ji yang-ho     | Hwang young-sik Moon hyung-jun Choi eun-yeong Han eun-mi                            | Ryu seung-chul               | 9月9日        |
| #10  | 来るべき世界   | 川尻善昭 | 石田暢 Kang ii-gu       | Song hyeon-ju Choi eun-yeong Kim ran-yeong Kim seo-jin                              | Song jin-hee                 | 9月16日       |
| #11  | トゥー・フィー | 佐藤雄三 | 若林漢二 Park jae-ik    | Kim bong-deok Kim hyeon-gyeong Shin seong-min Jung jin-yeong                        | Shim min-hyun                | 9月23日       |
| #12  | 旅立ち         | 佐藤雄三 | Kang tae-sik            | Lee jae-han Jung eun-hee Hwang il-jin Jung ji-moon                                  | Jang kil-yong Lee hyun-joung | 9月30日       |

### 放送局
| 放送期間                                            | 放送時間                     | 放送局    | 対象地域   | 備考                                 |
| --------------------------------------------------- | ---------------------------- | --------- | ---------- | ------------------------------------ |
| 2023年7月8日 - 9月30日                              | 土曜 1:53 - 2:23（金曜深夜） | 毎日放送  | 近畿広域圏 | 製作参加                             |
|                                                     |                              | TBSテレビ | 関東広域圏 |                                      |
|                                                     | 土曜 2:30 - 3:00（金曜深夜） | BS-TBS    | 日本全域   | BS/BS4K放送                          |
| 2023年7月16日 - 10月1日                             | 日曜 23:30 - 月曜 0:00       | AT-X      | 日本全域   | CS放送 / 字幕放送 / リピート放送あり |
| 2023年7月22日 -                                     | 土曜 2:23 - 2:53（金曜深夜） | 熊本放送  | 熊本県     |                                      |
| 毎日放送・TBSテレビ・BS-TBSは『アニメイズム』B1枠。 |                              |           |            |                                      |

| 配信開始日    | 配信時間                   | 配信サイト |
| ------------- | -------------------------- | --- |
| 2023年7月8日  | 土曜 2:25（金曜深夜） 更新 | U-NEXT アニメ放題 |
| 2023年7月12日 | 水曜 0:00（火曜深夜） 更新 | dアニメストア |
| 2023年7月14日 | 金曜 22:00 以降順次        | ABEMA Amazon Prime Video DMM TV Hulu FOD バンダイチャンネル ニコニコチャンネル MBS動画イズム TVer Lemino WOWOWオンデマンド クランクイン!ビデオ Google Play J:COMオンデマンド auスマートパスプレミアム TELASA milplus HAPPY!動画 |
|               | 金曜 23:30 更新            | ニコニコ生放送 |

### BD
| 巻  | 発売日        | 収録話         | 規格品番 |
| --- | ------------- | -------------- | -------- |
| BOX | 2023年11月8日 | 第1話 - 第12話 | HPXN-471 |

| 毎日放送・TBS アニメイズム B1    | 毎日放送・TBS アニメイズム B1 | 毎日放送・TBS アニメイズム B1 |
| 前番組                           | 番組名                        | 次番組                        |
| -------------------------------- | ----------------------------- | ----------------------------- |
| 魔法少女マジカルデストロイヤーズ | AIの遺電子                    | はめつのおうこく              |